# Honguemare-Guenouville
Honguemare-Guenouville är en kommun i departementet Eure i regionen Normandie i norra Frankrike. Kommunen ligger i kantonen Routot som tillhör arrondissementet Bernay. År 2022 hade Honguemare-Guenouville 702 invånare.

## Befolkningsutveckling
Antalet invånare i kommunen Honguemare-Guenouville
Referens:INSEE